# Meng Tiang
Según una leyenda china, Meng Jiang(Chino: 孟姜女 pinyin: Mèng Jiāng Nǚ) fue una campesina que recorrió una distancia enorme para llevarle alimento, en la dura estación del invierno, a su marido, el cual se encontraba trabajando en la ciclópea construcción de la Gran Muralla China, erigida por orden de Qin Shi Huang, primer emperador de China. Construcción que, por los enormes costes tanto materiales como humanos que estaba suponiendo para el pueblo, llevaba a la acumulación de rencor y miedo del pueblo de la recién nacida China frente a sus gobernantes.
Según la leyenda, cuando llegó, su marido había muerto el día pasado a causa de un derrumbe. Su cuerpo, en un mundo antiguo donde no debe malgastarse nada, fue empleado como masa para la construcción de una parte de la misma muralla responsable de su muerte. La leyenda dice que Meng Jiang, al enterarse de la muerte de su esposo, lanzó un tan doloroso alarido de angustia, que rajó de parte a parte la zona del muro donde se encontraba el cuerpo de su marido, formándose una grieta que nunca más se pudo recomponer.